# خفته و راسته
خفته و راسته یا نر و لاس فن و طرحی از آجرچینی در ساخت سطوح تاق ضربی یا آجرفرش کف است که آجرها یکی‌درمیان به شکل عمود بر یکدیگر (یکی خفته و افقی و دیگری راسته و عمودی) کار گذاشته می‌شود.
در آجرچینی خفته و راسته عموماً از آجر ۵ ×۱۵ یا ۵ × ۲۰ استفاده می‌شود. این فن آجرچینی عمدتاً در ساخت مناره‌ها کاربرد داشته‌است. نوع خاصی از آجرچینی خفته و راسته موسوم به خفته و رفته با پس‌وپیش شدن رگ‌چینی آجرها و ایجاد عمق، جلوه‌ای بصری در نورهای متفاوت ایجاد می‌شود. از دیگر انواع طرح خفته و راسته می‌توان به گل‌انداز و کتیبهٔ کوفی معلقی اشاره کرد.

## نگارخانه

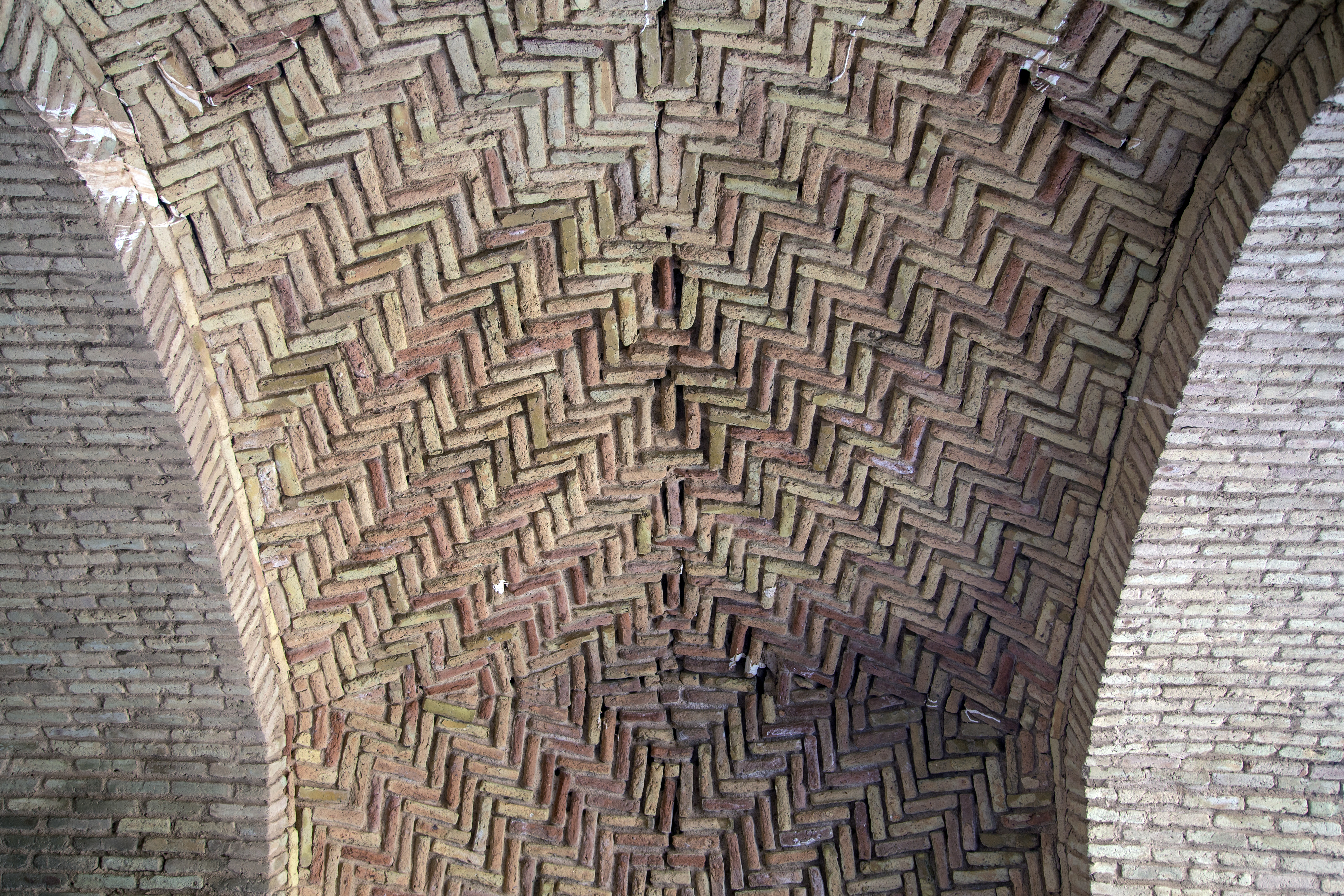
آجرچینی‌های زیگزاگی (طرح خفته و راسته) مرسوم در معماری صفویان.
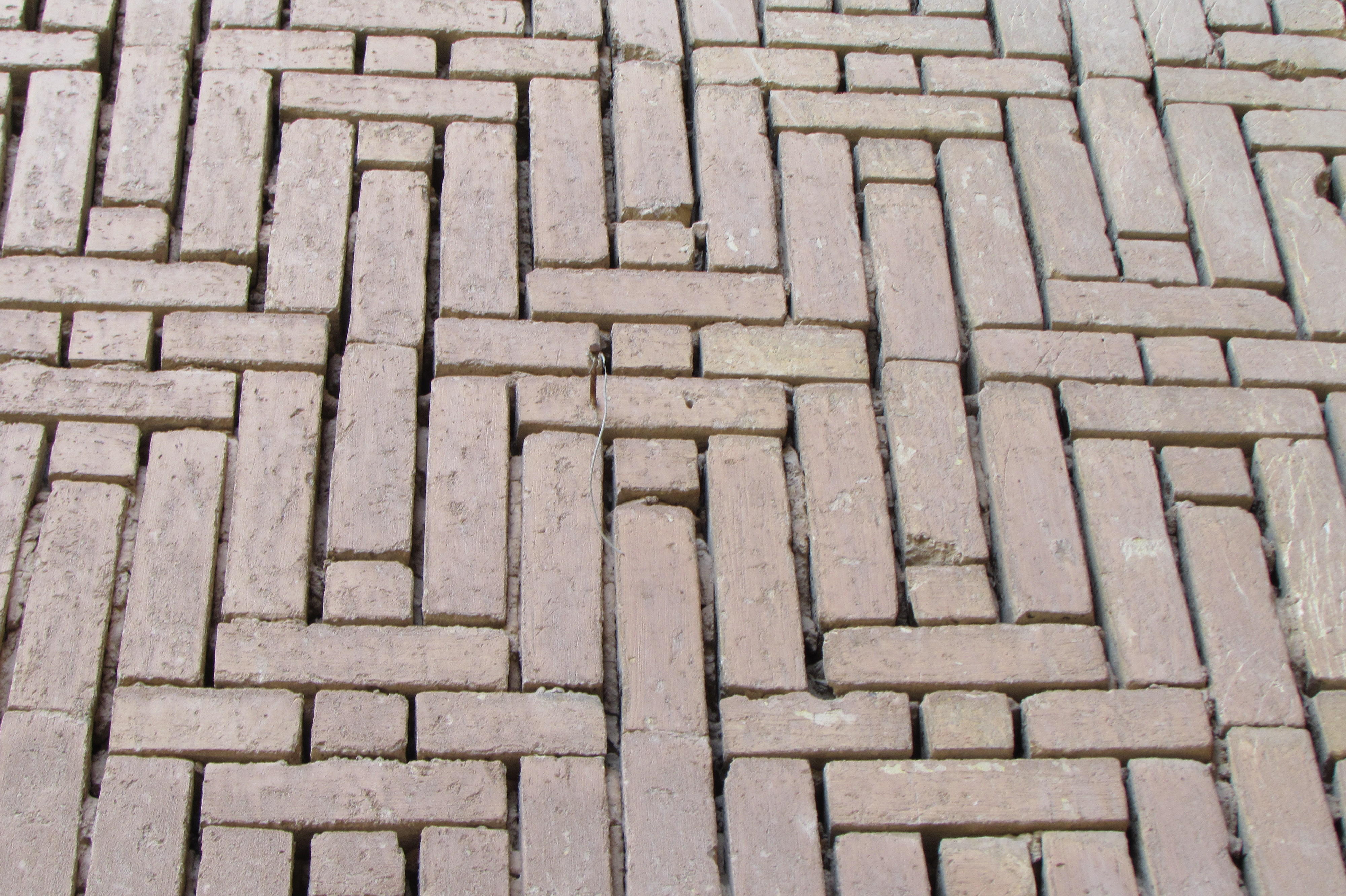
گل‌انداز
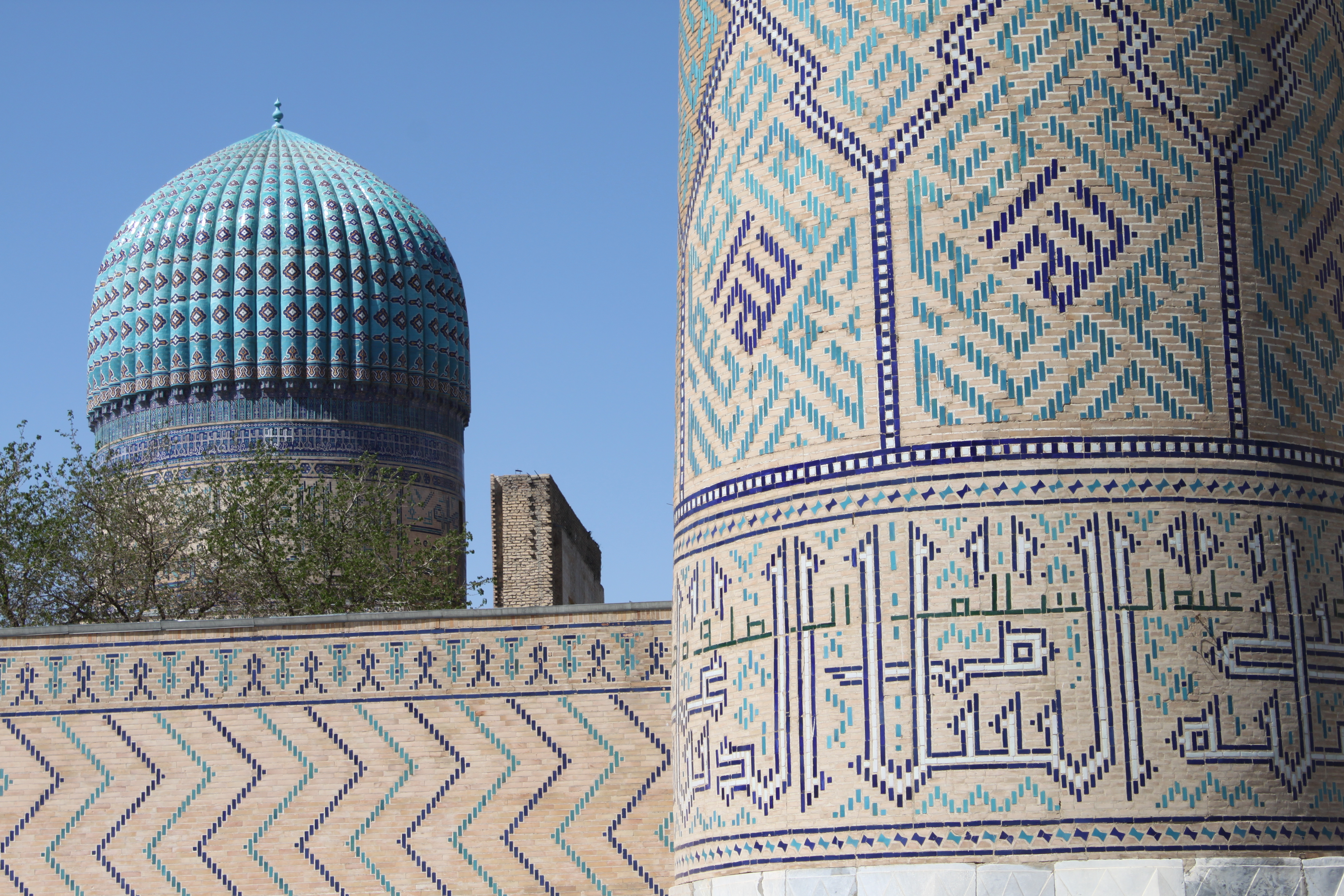
کتیبهٔ کوفی معلقی در مسجد بی‌بی خانم سمرقند